# Doze pontos de alavancagem para intervir num sistema
Os Doze pontos de alavancagem para intervir num sistema foram propostos por Donella Meadows, uma cientista preocupada com o ambiente. Os pontos de alavancagem, primeiramente publicados em 1997, foram inspirados pela sua participação em uma reunião do NAFTA onde ela reconheceu que um sistema enorme estava sendo proposto porém as alavancas para controle eram muito pequenas.
Meadows, que trabalhara no campo de análise de sistemas, propôs uma escala de locais onde intervir em um sistema. Entendimento e manipulação destas alavancas é um aspecto de auto-organização e pode levar a inteligência coletiva.
Ela começou com a observação de que existem alavancas, ou locais dentro de um sistema complexo (como uma empresa, uma cidade, uma economia, um ser vivo, um ecossistema, uma ecorregião) onde uma "pequena mudança em uma coisa pode produzir grandes mudanças em tudo" (comparação: restrição no sentido de teoria das restrições).
Ela declarava que precisamos saber sobre estas alavancas, onde elas estão e como usá-las. Ela diz que a maioria das pessoas sabem onde estes pontos estão instintivamente, mais tendem a ajustar eles na direção errada.
Este entendimento ajudaria a solucionar problemas globais como desemprego, fome, estagnação econômica, poluição, depredação de recursos.
Ela descreve um sistema como estando em certo estado, e contendo um estoque, com entradas (quantidades entrando no sistema) e saídas (quantidades saindo do sistema). Em um dado momento, o sistema está em um certo estado. Também deve haver uma meta para o sistema estar em certo estado. A diferenças entre o estado atual e a meta é a discrepância.
Por exemplo, podemos considerar um lago ou reservatório, que contém certa quantidade de água. As entradas são a quantidade de águas vindo de rios, chuva, drenagem das terras próximas, e água vinda de plantas industriais locais. Os saídas podem ser a quantidade de água usada para irrigação dos campos próximos, água usada pela planta local para operar assim como água usada por uma cidade próxima, água evaporada na atmosfera, e água que deixa ser escoada quando o reservatório esta cheio.
Habitantes locais reclamam sobre o nível da água ficando cada vez mais baixo, poluição ficando mais alta, e o efeito potencial sobre a vida do lago (em particular peixe), de água quente sendo liberada nele.
Esta é a diferença entre o estado percebido (poluição e nível baixo da água) e o objectivo (um lago não poluído e saudável).

## Pontos de alavancagem para intervir em um sistema
Os doze pontos levantados a seguir estão em ordem crescente de eficácia.

### 12. Constantes, parâmetros, números (como subsídios, impostos, normas)
Parâmetros são pontos com o menor efeito de alavancagem. Mesmo que sejam mais facilmente percebidos entre todas as alavancas, eles raramente mudam comportamentos e, em consequência, têm pouco efeito a longo prazo.
Por exemplo, parâmetros climáticos podem não ser alterados facilmente (a quantidade de chuvas, o índice de evapotranspiração, a temperatura da água), mas eles são aqueles que as pessoas pensam primeiro .

### 11. A medida dos buffers e outros estoques estabilizadores, relativos aos seus fluxos
A habilidade de um buffer de estabilizar um sistema é importante quando o aumento do estoque é muito maior que as quantidades de entradas ou saídas potenciais. No lago, a água é o buffer: se existe muita mais dela do que suas entradas e saídas, o sistema permanece estável.

### 10. A estrutura dos estoques e fluxos de materiais (como rede de transporte, estrutura da idade da população)
A estrutura do sistema pode ter enormes efeitos nas operações, mais pode ser difícil ou proibitivamente cara para mudar. Flutuações, limitações e gargalos podem ser mais fáceis de resolver.

### 9. A duração dos retardos, relativos a velocidade das mudanças do sistema
Informação recebida muito rapidamente ou muito tarde podem causar reações acima ou abaixo do desejado, inclusive oscilações.

### 8. O poder dos Loops de Feedback negativo, em relação ao efeito que eles estão tentando corrigir
Um Loop de Feedback negativo desacelera um processo, tendendo a promover estabilidade. O ciclo irá manter o estoque próximo do objetivo graças a parâmetros, precisão e a velocidade do feedback.

### 7. Ganhar sobre a direção dos loops de feedback positivo
Um loop de feedback positivo acelera um processo. Meadows indica que, na maioria dos casos, é preferível desacelerar um loop positivo em vez de acelerar um negativo.